# 마츠바라 츠요시
마츠바라 츠요시(松原剛志:まつばら つよし/ 1979년 1월 2일 ~ )는 일본의 가수, 배우이다. 도쿄도 출신이다. 호리프로 부킹 에이전시 소속이다.
16세 무렵에 들었던 아니메송에 감명을 받아, 미즈키 이치로를 사사. 1999년, Project DMM의 멤버로 데뷔, 수많은 울트라 시리즈의 주제가 삽입가의 노래를 담당한다. 2009년부터 Project.R의 멤버로도 활동하고 있으며, 2011년 해적전대 고카이저에서 여는 주제가 노래를 담당한다.